# Joseph Grinnell
Joseph Grinnell (27 febbraio 1877 – 29 maggio 1939) è stato un biologo e zoologo statunitense.
Effettuò numerosi studi sulla fauna della California e introdusse il metodo per registrare le osservazioni sul campo che è appunto noto come "Sistema Grinnell". Fu il primo direttore del Museo di Zoologia dei Vertebrati dell'Università della California di Berkeley, dall'istituzione del museo, nel 1908, fino alla morte.
Tra il 1906 e il 1939 fu l'editore della rivista ornitologica Condor, pubblicazione del Club Ornitologico Cooper; scrisse anche molti articoli per riviste scientifiche e ornitologiche e vari libri, tra cui The Distribution of the Birds of California [La Distribuzione degli Uccelli della California] e  Animal Life in the Yosemite [Vita Animale nello Yosemite].